# Josia constricta
Josia constricta är en fjärilsart som beskrevs av W. Warren 1901. Josia constricta ingår i släktet Josia och familjen tandspinnare. Inga underarter finns listade i Catalogue of Life.